# Joshua Fry Bell

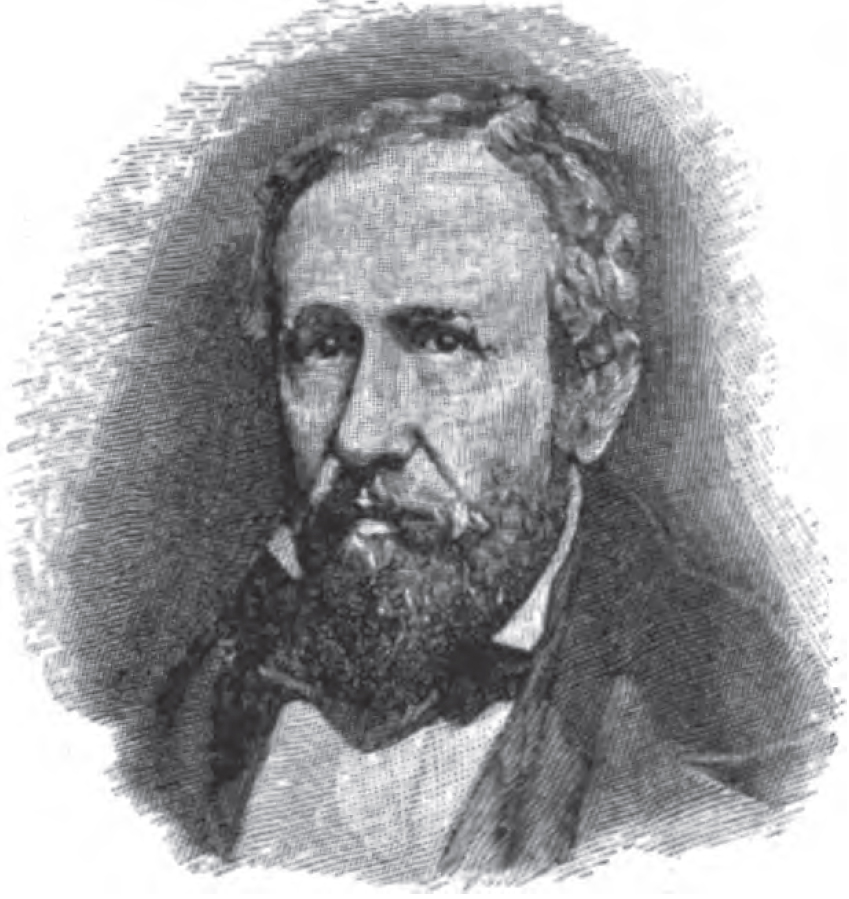
Joshua Fry Bell

Joshua Fry Bell (* 26. November 1811 in Danville, Kentucky; † 17. August 1870 ebenda) war ein US-amerikanischer Politiker. Zwischen 1845 und 1847 vertrat er den Bundesstaat Kentucky im US-Repräsentantenhaus.

## Leben
Joshua Bell besuchte die öffentlichen Schulen seiner Heimat sowie das Centre College in Danville, das er im Jahr 1828 absolvierte. Nach einem anschließenden Jurastudium und seiner Zulassung als Rechtsanwalt begann er in Danville in diesem Beruf zu arbeiten. Zwischen dem Ende seiner Studien und seiner Zulassung als Anwalt verbrachte er aber zunächst einige Jahre in Europa.
Politisch war Bell Mitglied der Whig Party. Bei den Kongresswahlen des Jahres 1844 wurde er im vierten Wahlbezirk von Kentucky in das US-Repräsentantenhaus in Washington, D.C. gewählt, wo er am 4. März 1845 die Nachfolge des Demokraten George Caldwell antrat. Da er im Jahr 1846 auf eine Wiederwahl verzichtete, konnte er bis zum 3. März 1847 nur eine Legislaturperiode im Kongress absolvieren. Diese war von den Ereignissen des Mexikanisch-Amerikanischen Krieges geprägt.
1849 wurde Bell als Secretary of State geschäftsführender Beamter der Staatsregierung von Kentucky. Im Frühjahr 1861 gehörte er einer Verhandlungskommission an, die in der Bundeshauptstadt Washington erfolglos den Ausbruch des Bürgerkrieges zu verhindern suchte. Im selben Jahr war er auch Delegierter auf einer Versammlung der Staaten, die im Grenzbereich zwischen den Nord- und Südstaaten lagen. 1863 wurde er von der unionstreuen Fraktion der Demokraten als Kandidat für die Gouverneurswahl in Kentucky aufgestellt; Bell lehnte die Nominierung aber ab. Zwischen 1862 und 1867 saß er als Abgeordneter im Repräsentantenhaus von Kentucky. Joshua Bell starb am 17. August 1870 in seinem Geburtsort Danville und wurde dort auch beigesetzt. In Kentucky wurde das Bell County nach ihm benannt.